# Molenrij
Molenrij (en groningois : Rieg) est un village de la commune néerlandaise de Het Hogeland, situé dans la province de Groningue.

## Géographie
Le village est situé dans le nord de la commune, près de Kloosterburen.

## Histoire
Molenrij fait partie de la commune de De Marne avant le 1er janvier 2019, quand celle-ci est supprimée et fusionnée avec Bedum, Eemsmond et Winsum pour former la nouvelle commune de Het Hogeland.

## Démographie
Le 1er janvier 2018, le village comptait 125 habitants.